# Macskaformák

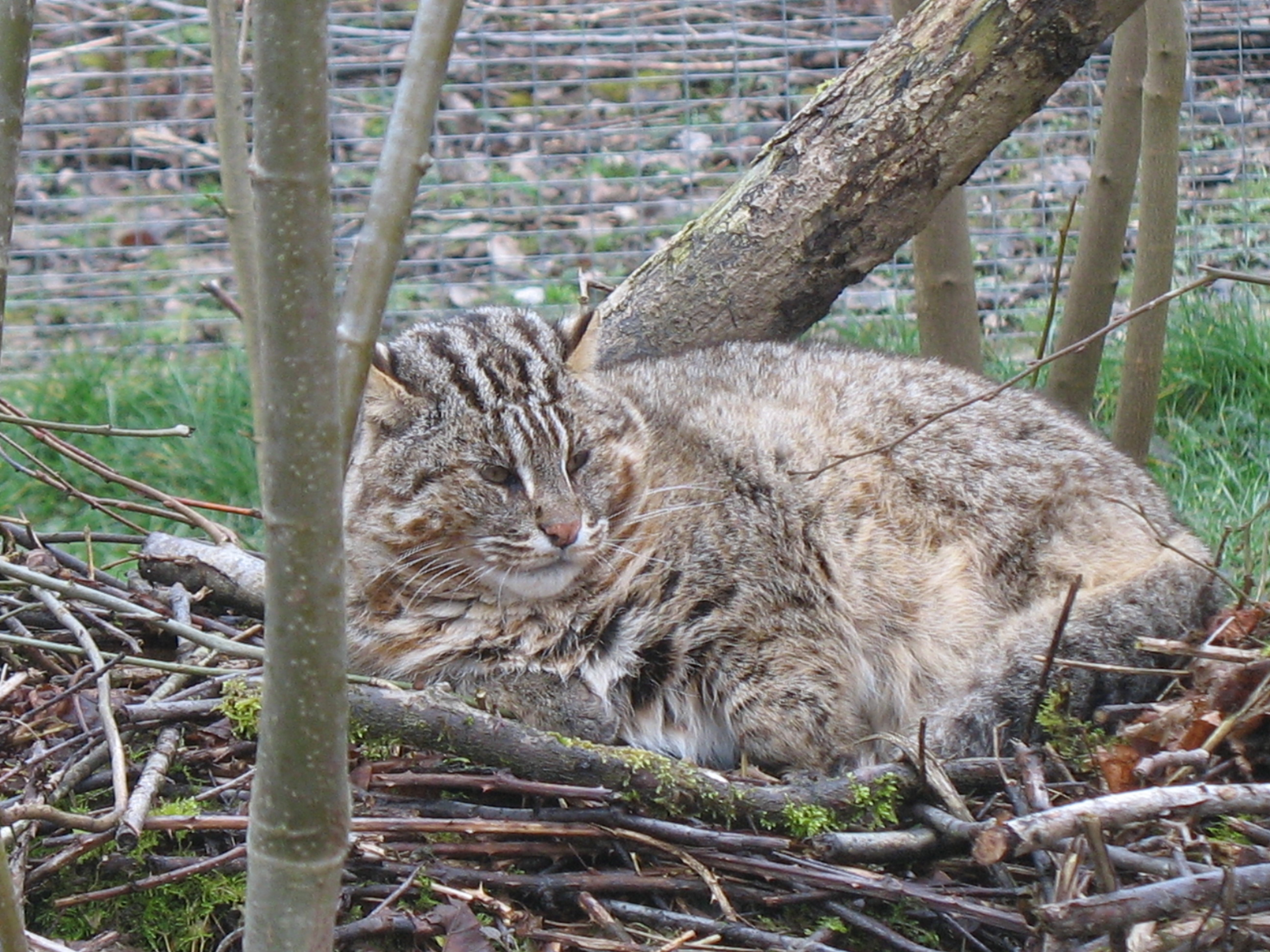
Bengáli törpemacska (Prionailurus bengalensis)

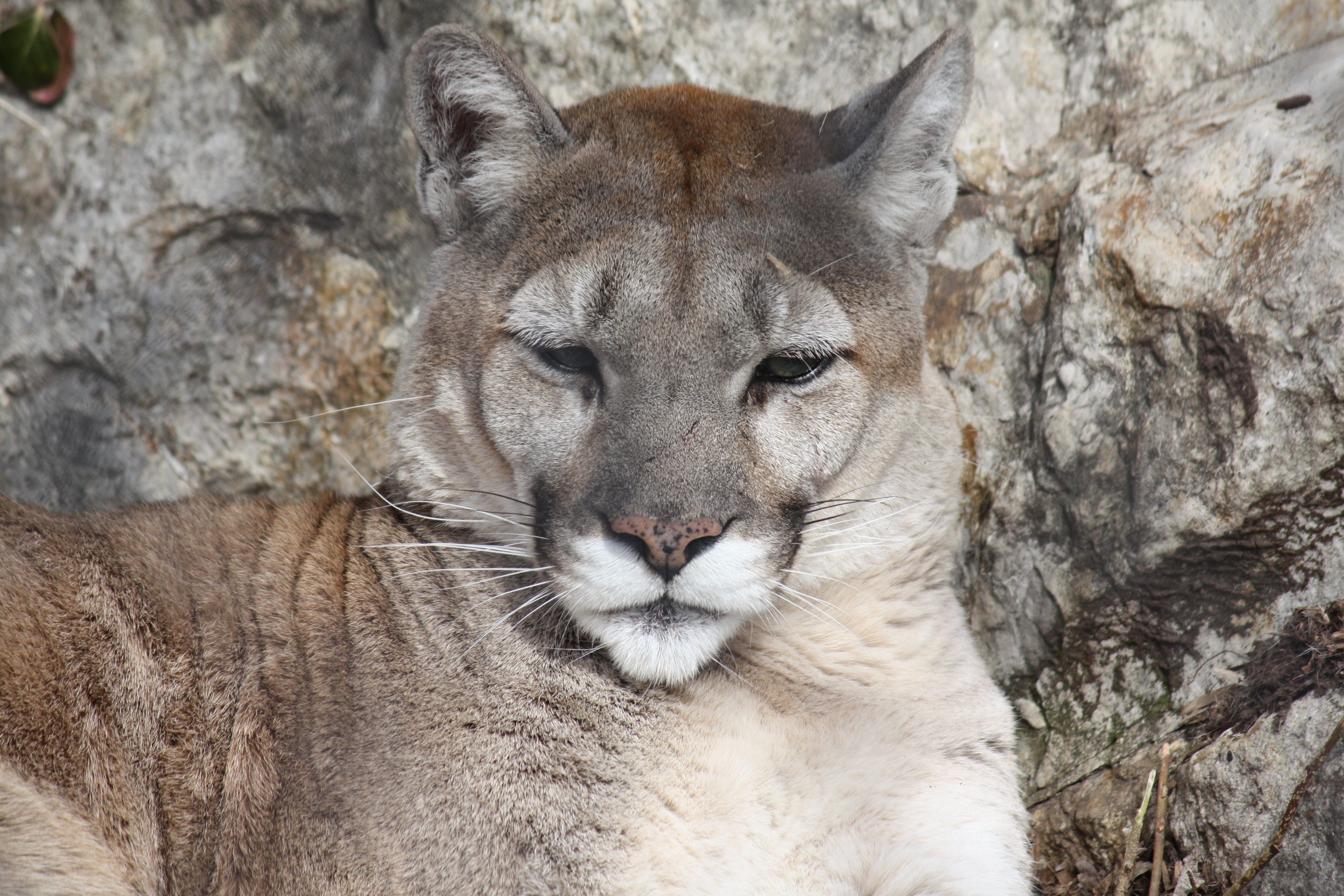
Puma (Puma concolor)

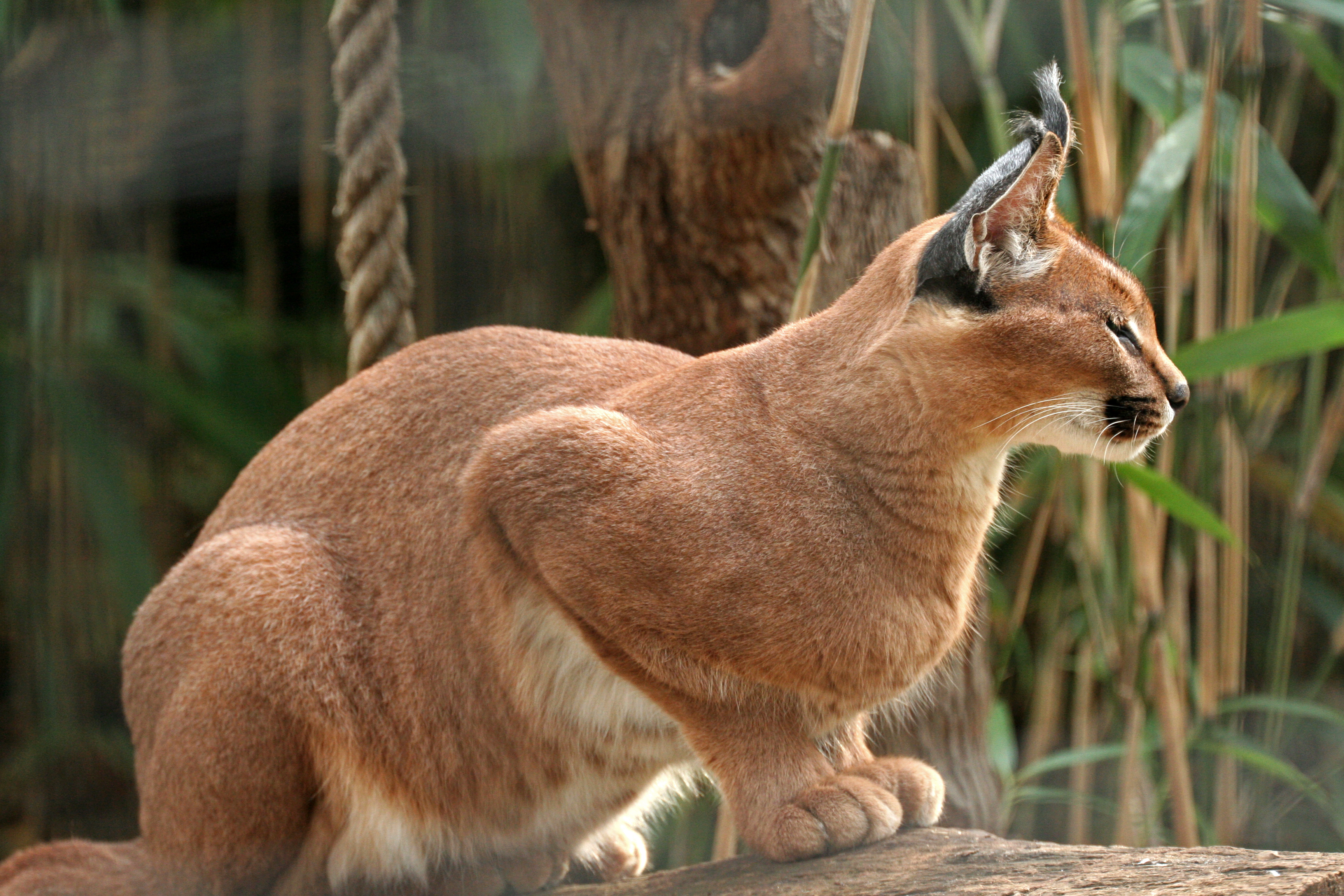
Karakál (Caracal caracal)

A macskaformák (Felinae) a ragadozók rendjébe tartozó macskafélék családjának egy alcsaládja. Legtöbbjük kistestű, ám néhány faj valamivel nagyobbra is megnő, ilyen például a puma, a gepárd és egyes hiúzok is, de a legtöbb faj tömege nem haladja meg a 20-30 kilogrammot, általában ennél jóval kisebb a tömegük.

## Evolúció
A legújabb DNS-vizsgálatok alapján a macskaformák közé tartozó élő nemek az alábbi fejlődési vonalakon fejlődtek:
1. Pardofelis, Catopuma
2. Leptailurus, Caracal
3. Leopardus
4. Lynx
5. Puma, Acinonyx, Herpailurus
6. Prionailurus, Otocolobus
7. Felis

## Rendszerezés
Az alcsaládba az alábbi 11 nem és 32 élő faj tartozik:
- Acinonyx
  - gepárd (Acinonyx jubatus)
- Caracal
  - karakál (Caracal caracal)
  - afrikai aranymacska (Caracal aurata, korábban Profelis aurata)[4]
- Catopuma
  - borneói vörösmacska (Catopuma badia, korábban Pardofelis badia)[5]
  - ázsiai aranymacska (Catopuma temmincki, korábban Pardofelis temmincki)[5]
- Felis
  - házi macska (Felis catus, korábban Felis silvestris catus)[6]
  - mocsári macska (Felis chaus)
  - kínai hegyimacska vagy tibeti macska (Felis bieti) - korábban a vadmacska alfajának tekintették;[6]
  - afrikai vadmacska (Felis lybica) - korábban a vadmacska alfajának tekintették;[6]
  - homoki macska (Felis margarita)
  - feketelábú macska (Felis nigripes)
  - vadmacska (Felis silvestris)
- Herpailurus
  - jaguarundi (Herpailurus yaguarondi, korábban Puma yaguarondi)[6]
- Leopardus
  - pantanali macska (Leopardus braccatus, vagy Leopardus colocolo braccatus)[6]
  - csíkos pampamacska (Leopardus colocolo)
  - Geoffroy-macska (Leopardus geoffroyi)
  - kodkod (Leopardus guigna)
  - déli tigrismacska (Leopardus guttulus) - korábban az oncilla alfajának tekintették;[6]
  - andesi hegyimacska (Leopardus jacobita)
  - foltos pampamacska (Leopardus pajeros, vagy Leopardus colocolo pajeros)[6]
  - ocelot (Leopardus pardalis)
  - oncilla (Leopardus tigrinus)
  - hosszúfarkú macska (Leopardus wiedii)
- Leptailurus
  - szervál (Leptailurus serval)
- Lynx
  - kanadai hiúz (Lynx canadensis)
  - eurázsiai hiúz (Lynx lynx)
  - ibériai hiúz (Lynx pardinus)
  - vörös hiúz (Lynx rufus)
- Otocolobus
  - pusztai macska (Otocolobus manul)
- Pardofelis
  - márványfoltos macska (Pardofelis marmorata)
- Prionailurus
  - leopárdmacska (Prionailurus bengalensis)
  - szunda leopárdmacska (Prionailurus javanensis) - korábban a leopárdmacskával azonos fajnak tartották;[6][7]
  - laposfejű macska (Prionailurus planiceps)
  - rozsdafoltos macska (Prionailurus rubiginosus)
  - halászmacska (Prionailurus viverrinus)
- Puma
  - puma (Puma concolor)